# Dzióbin
Dzióbin – wieś w Polsce położona w województwie wielkopolskim, w powiecie kolskim, w gminie Kłodawa.